# Friday Party
〈Friday Party〉(프라이데이 파티)는 일본 음악그룹 AAA의 두 번째 싱글이다. 2005년 10월 5일에 에이벡스 트랙스에서 발매되었다.

## 개요
- 팬으로부터 붙여진 애칭은 ‘프라파’(フラパ 후라파[*])이다. AAA(당시의 명의는 에이벡스 오디션 올스타)로의 첫 곡이다.
- 2005년 4월, 남성 멤버인 니시지마 타카히로, 우라타 나오야, 히다카 미츠히로, 아타에 신지로, 스에요시 슈타와 여성 멤버인 우노 미사코의 6명으로 출연하는 PV가 공식 사이트에서 공개되었다.
- 원래는 이 싱글이 데뷔싱글이 될 예정이었지만 영화 《이니셜 D THE MOVIE》의 주제가가 된 〈BLOOD on FIRE〉가 데뷔싱글이 됐다. 결국, 전작 〈BLOOD on FIRE〉로부터 약 1개월만에 발매되었다.

## 수록 내용

### CD+DVD
CD
1. Friday Party
  - 작사：m.c.A・T / 작곡：Akio Togashi
2. Friday Party (Instrumental)
3. Secret Track(아름다운 하늘 CM)

DVD
1. Friday Party (video clip)

### CD ONLY
1. Friday Party
2. Friday Party (Instrumental)
3. Secret Track (아름다운 하늘 쇼트 컷 ver.)